# Kalix (fiume)
Kalix (in svedese Kalix älv o Kalixälven) è un fiume della Svezia settentrionale che attraversa la contea di Norrbotten.